# رنو کلیو وی۶ اسپورت
رنو کلیو وی۶ اسپورت (Renault Clio V۶ Renault Sport) خودرویی است که در سال‌های ۲۰۰۱ تا ۲۰۰۵تولید شده‌است.
این خودرو در کلاس هات هاچ قرار گرفته، طراحی آن خودروهای موتور وسط عقب-محور عقب بوده طول آن در حالت طبیعی ۳٬۸۳۰ میلیمتر (۱۵۰٫۸ اینچ) و ارتفاع آن در حالت طبیعی ۱٬۴۲۰ میلیمتر (۵۵٫۹ اینچ) و وزن آن در حالت طبیعی ۱٬۴۷۵ کیلوگرم (۳٬۲۵۲ پوند) است.
موتور آن ۲۹۴۶ سی‌سی سیستم جعبه‌دندهٔ آن ۶ دنده به صورت دستی است.